# Família Clóris
A família Clóris é uma pequena família de asteroides localizados no cinturão principal. A família foi nomeada devido ao primeiro asteroide que foi classificado neste grupo, o 410 Clóris.

## Os maiores membros desta família
| Nome        | Diâmetro  | Semieixo maior | Inclinação orbital | Excentricidade orbital | Ano da descoberta |
| ----------- | --------- | -------------- | ------------------ | ---------------------- | ----------------- |
| 410 Chloris | 123,57 km | 2,729 UA       | 10,922 °           | 0,237                  | 1896              |
| 521 Brixia  | 115,65 km | 2,740 UA       | 10,593 °           | 0,282                  | 1904              |